# زامل عیسی الکواری
زامل عیسی الکواری (انگلیسی: Zamel Essa Al-Kuwari؛ زادهٔ ۲۳ اوت ۱۹۷۳) بازیکن فوتبال اهل قطر است.

## باشگاهی
از باشگاه‌هایی که در آن بازی کرده‌است می‌توان به الریان اشاره کرد.

## تیم ملی
وی همچنین در تیم ملی فوتبال قطر بازی کرده‌است.